# Aston Martin
Aston Martin er et engelsk bilmærke inden for sportsvognskategorien samt luksusbiler. I 2002 var antallet af producerede biler nået op på blot 16.000.

## Historie
Aston Martin blev grundlagt i 1913 af Lionel Martin og Robert Bamford. De havde året før fundet sammen, hvor de solgte biler af mærket Singer. Martin kørte racerløb i et område, Aston Hill Hillclimb nær Aston Clinton, og sammen med Bamford besluttede han sig for at lave deres egne biler. De købte plads i Chelsea ved London, og lavede deres første bil i marts 1915. Navnet Aston Martin stammer således fra et stednavn og et personnavn – ikke begge fabrikanter.
Lionel Martin forlod firmaet allerede i 1925, men nogle rigmænd overtog firmaet, omdøbte det til Aston Martin Motors og fortsatte med at lave hurtige racerbiler i 1930'erne. Efter 2. verdenskrig blev firmaet overtaget af David Brown Limited, hvilket gav anledning til en række DB-modeller, hvoraf især DB5 blev verdensberømt via James Bond-filmen Goldfinger. Den sidste model i rækken – DB10 fra James Bond filmen Spectre (2015) som er den dyreste Aston nogensinde 

### Opkøb
Trods berømmelse var der til stadighed problemer med økonomien – og Aston Martin-mærket ejes i dag af Ford Motor Company, som købte det i 1986.
Aston martin er i marts 2007 blevet solgt for 925 millioner dollar svarende til 5,2 milliarder kroner. Ford beholder selv en aktiepost svarende til 77 millioner dollar. Køberen er et konsortium med David Richards i spidsen, som er grundlægger og ejer af motorsports- og ingeniørfirmaet Prodrive. 

### Samarbejde med B&O
I december 2007 annoncerede Aston Martin og Bang & Olufsen indgåelsen af et strategisk samarbejde. I september 2008 annonceredes lydsystemet BeoSound DBS til Aston Martin DBS ligesom det ved samme lejlighed bekendtgjordes, at den kommende model Aston Martin DB9 ligeledes skulle kunne fås med lydsystem fra Bang & Olufsen.

## Modeller
Den største model fra 2001 – V12 Vanquish – medvirkede også i en James Bond-film og har disse tekniske data:
- 5935 cm³
- V12-motor
- 336 kW eller 460 HK

Desuden er Aston Martin DB5 blevet anvendt i flere James Bond-film.
Modellen Aston Martin One-77 bliver kun produceret i 77 eksemplarer.

## Ekstern kilde/henvisning
- Aston Martins hjemmeside
- Bang & Olufsen lydsystemer til Aston Martin Arkiveret 14. november 2008 hos  Wayback Machine